# Transposición de Criegee
La transposición de Criegee es una reacción nombrada en honor a Rudolf Criegee.

## Descripción
En esta reacción orgánica, un alcohol terciario se escinde en una oxidación orgánica por un peroxiácido a una cetona. El ácido utilizado es a menudo ácido p-nitroperoxibenzoico porque el anión p-nitrobenzoato es un buen grupo saliente.
El mecanismo de reacción tiene similitudes con la oxidación de Baeyer-Villiger, en donde el hidroxiperácido intermedio se denomina intermediario de Criegee. El perácido forma un peroxiéster con el grupo alcohol. Un sustituyente alquilo migra del carbono al átomo de oxígeno adyacente, reemplazando al ácido carboxílico dejando un carbocatión. Una etapa de hidrólisis forma la cetona junto con el alcohol. El orden de aptitud migratoria es el terbutilo como el mejor sustituyente seguido de isopropilo, luego etilo y al final el grupo metilo. De esto se infiere que el grupo migrante lleva una carga positiva parcial en el estado de transición que conduce al carbocatión. La transposición de Criegee consecutiva se lleva a cabo en un ambiente ácido y se forma un éster a partir del carbocatión. Esto abre el camino a múltiples reacciones de inserción de oxígeno, que finalmente conducen al ortoéster.